# Мичел Хајтс (Западна Вирџинија)
Мичел Хајтс (енгл. Mitchell Heights) град је у америчкој савезној држави Западна Вирџинија.

## Демографија
По попису из 2010. године број становника је 323, што је 22 (7,3%) становника више него 2000. године.
| Група             | 2000.       | 2010.       |
| Белци             | 291 (96,7%) | 315 (97,5%) |
| Афроамериканци    | 0 (0,0%)    | 1 (0,3%)    |
| Азијати           | 9 (3,0%)    | 5 (1,5%)    |
| Хиспаноамериканци | 1 (0,3%)    | 1 (0,3%)    |
| Укупно            | 301         | 323         |